# Spyridon Miliarakis
Spyridon Emmanouil Miliarakis (griechisch Σπυρίδων Μηλιαράκης, auch Spiridon transkribiert; * 1852 in Athen; † 6. November 1919) war ein griechischer Arzt und Botaniker. Er gilt als Vertreter des Determinismus.
Sein botanisches Autorenkürzel lautet „Miliar.“

## Leben

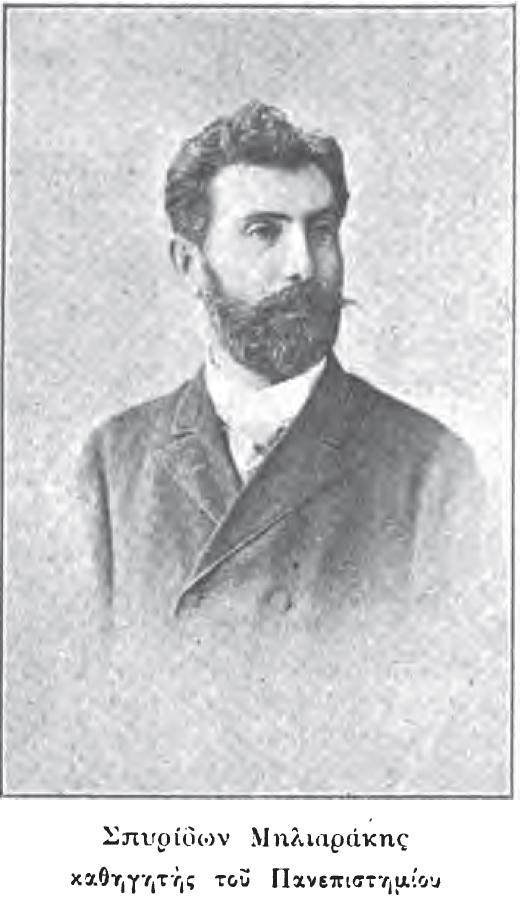
Spyridon Miliarakis, 1894

Spyridon Miliarakis wuchs in einer kretischen Gelehrtenfamilie in Athen auf, sein Bruder Antonios Miliarakis wurde später Naturhistoriker. Spyridon Miliarakis studierte erst Medizin an der Universität Athen und promovierte dort 1876. Von 1876 bis 1881 praktizierte er als Arzt in Skopje. Mit einem Stipendium des griechischen Staates setzte er sein Studium an der Universität Würzburg bei Julius von Sachs fort, wo er 1884 promovierte. Zurück in Athen wurde er erst Dozent für Botanik sowie Nachfolger von Theodor von Heldreich als Direktor des Nationalgartens in Athen. 1892 wurde er als Nachfolger von Theodoros Afentoulis zum Professor für Botanik der Universität Athen berufen.

## Werk
Spyridon Miliarakis beschäftigte sich mit dem Werk seines Kollegen Charles Darwin. Von 1914 bis 1917 war er Herausgeber der Zeitschrift Βιολογικός Ερανιστής und schrieb auch für die Estia. Er betätigte sich auch als Übersetzer deutscher wissenschaftlicher Arbeiten ins Griechische.

## Schriften
- Die Verkieselung lebender Elementarorgane bei den Pflanzen. (deutsch) Becker, Würzburg 1884
- Beiträge zur Kenntnis der Algen-Vegetation von Griechenland (deutsch), Athen 1887
- Anthropologie, 1889 (griechisch)

- Herausgeber der Schrift von Theodor von Heldreich: Die Volkstümlichen Namen der Pflanzen wissenschaftlich erklärt, Athen 1910 (deutsch und griechisch)